# مطار فرانسيسكو بي رييس
مطار فرانسيسكو بي رييس (بالإنجليزية: Francisco B. Reyes Airport)‏ (إياتا: USU، إيكاو: RPVV) هو مطار عام يخدم مدينة بالاوان ويشغل المطار هيئة الطيران المدني الفلبينية.